# Liste des coureurs du Tour de France 1905
La liste des coureurs du Tour de France 1905 présente les coureurs qui prennent le départ de la 3e édition de la course cycliste par étapes française du Tour de France.
Seuls 60 coureurs des 78 inscrits prennent le départ.

## Liste
Les numéros de dossards parus dans l'édition de L'Auto du 3 juillet 1905 sont différents de ceux publiés dans le même journal le 9 juillet 1905.
Les coureurs ne sont pas regroupés en équipes, mais la plupart d'entre eux sont accompagnés par un sponsor individuel. Deux des cyclistes - Catteau et Lootens - sont Belges, l'un est Suisse, Jaeck, tous les autres cyclistes sont Français, dont le tenant du titre Henri Cornet et les futurs lauréats René Pottier et Lucien Petit-Breton.
Avant le début du Tour, A. Wattelier, Trousselier, Pottier et Augereau sont considérés comme les prétendants les plus probables à la victoire.
| Légende | Légende                                                                    | Légende | Légende                                                    |
| ------- | -------------------------------------------------------------------------- | ------- | ---------------------------------------------------------- |
| Num     | Dossard de départ porté par le coureur sur ce Tour                         | Pos     | Position à l'arrivée de la course                          |
|         | Indique un maillot de champion national ou mondial, suivi de sa spécialité | NP      | Indique un coureur qui n'a pas pris le départ de la course |
| AB      | Indique un coureur qui n'a pas terminé la course                           | HD      | Indique un coureur qui a terminé la course hors des délais |

|     |                             |     |
| --- | --------------------------- | --- |
| Num | Coureur                     | Pos |
| 1   | J. Mechin (FRA)             | AB  |
| 2   | Henri Pépin (FRA)           | AB  |
| 3   | Camille Fily (FRA)          | 14e |
| 4   | Léon Riché (FRA)            | AB  |
| 5   | Léon Leygoute (FRA)         | 13e |
| 6   | Pierre Desvages (FRA)       | AB  |
| 7   | Philippe Pautrat (FRA)      | 8e  |
| 8   | François Poussel (FRA)      | NP  |
| 9   | Henri Lignon (FRA)          | 16e |
| 10  | Félix Bernard (FRA)         | AB  |
| 11  | Jean-Baptiste Fischer (FRA) | AB  |
| 12  | René Pottier (FRA)          | AB  |
| 13  | Hippolyte Aucouturier (FRA) | 2e  |
| 14  | Louis Trousselier (FRA)     | 1er |
| 15  | Jules Chosson (FRA)         | AB  |
| 16  | Victor Cathera (FRA)        | NP  |
| 17  | Anton Jaeck (SUI)           | NP  |
| 18  | Joseph Delporte (FRA)       | AB  |
| 19  | Charles Habert (FRA)        | AB  |
| 20  | Gustave Pasquier (FRA)      | AB  |
| 21  | Julien Gabory (FRA)         | 9e  |
| 22  | Augustin Ringeval (FRA)     | 6e  |
| 23  | Maurice Carrère (FRA)       | 18e |
| 24  | Gustave Guillarme (FRA)     | 19e |
| 25  | Henri Richard (FRA)         | AB  |
| 26  | Maurice Dartigue (FRA)      | NP  |

|     |                                |     |
| --- | ------------------------------ | --- |
| Num | Coureur                        | Pos |
| 27  | Charles Prévost (FRA)          | AB  |
| 28  | Francis Gouspy (FRA)           | AB  |
| 29  | Jean Dargassies (FRA)          | AB  |
| 30  | Noël Prévost (FRA)             | AB  |
| 31  | Jean-Baptiste Dortignacq (FRA) | 3e  |
| 32  | Fernand Lallement (FRA)        | 23e |
| 33  | Ernest Ricaux (FRA)            | NP  |
| 34  | Pinchau (FRA)                  | 21e |
| 35  | Eugène Ventresque (FRA)        | 22e |
| 36  | Marcel Morvan (FRA)            | AB  |
| 37  | Henri Cornet (FRA)             | AB  |
| 38  | Martin Soulié (FRA)            | 12e |
| 39  | Antoine Perrichon (FRA)        | AB  |
| 40  | Clovis Lacroix (en) (FRA)      | 24e |
| 41  | Henri Gauban (FRA)             | AB  |
| 42  | Maurice Chedebois (FRA)        | AB  |
| 43  | Auguste Daumain (FRA)          | AB  |
| 44  | Georges Sérès (FRA)            | AB  |
| 45  | Louis Lavalette (FRA)          | AB  |
| 46  | Henri Marchand (FRA)           | AB  |
| 47  | Gabriel Bamonde (FRA)          | AB  |
| 48  | Édouard Bailleux (FRA)         | NP  |
| 49  | Auguste Laprée (FRA)           | AB  |
| 50  | Émile Georget (FRA)            | 4e  |
| 51  | Germain Fourchotte (FRA)       | AB  |
| 52  | Paul Chauvet (FRA)             | 7e  |

|     |                              |     |
| --- | ---------------------------- | --- |
| Num | Coureur                      | Pos |
| 53  | Henri Vigne (FRA)            | AB  |
| 54  | Julien Maitron (FRA)         | 10e |
| 55  | Antony Wattelier (de) (FRA)  | 15e |
| 56  | Émile Bouhours (FRA)         | NP  |
| 57  | Auguste Théo (FRA)           | AB  |
| 58  | Eugène Delahaye (FRA)        | NP  |
| 59  | Julien Lootens (BEL)         | 20e |
| 60  | Lewis Gress (FRA)            | NP  |
| 61  | Philippe Jousselin (FRA)     | NP  |
| 62  | Édouard Grandsire (FRA)      | AB  |
| 63  | Charles Vlaeminck (FRA)      | NP  |
| 64  | Édouard Wattelier (FRA)      | AB  |
| 65  | Gaston Heneaux (FRA)         | NP  |
| 66  | Neirda (FRA)                 | NP  |
| 67  | Élie Mogne (FRA)             | AB  |
| 68  | Aloïs Catteau (BEL)          | 11e |
| 69  | Émile Poupin (FRA)           | NP  |
| 70  | Édouard Van Den Daelen (FRA) | NP  |
| 71  | Paul Armbruster (FRA)        | NP  |
| 72  | Léon Habets (FRA)            | AB  |
| 73  | Paul Trippier (FRA)          | AB  |
| 74  | H. Ellinamour (FRA)          | NP  |
| 75  | Jean Ruffin (FRA)            | AB  |
| 76  | Maurice Decaup (FRA)         | 17e |
| 77  | Lucien Petit-Breton (FRA)    | 5e  |
| 78  | François Poiry (FRA)         | NP  |